# Važecký chrbát
Važecký chrbát je geomorfologický podcelek Kozích chrbtů a zabírá západní část pohoří.

## Vymezení
Važecký chrbát tvoří západní část pohoří a z velké části ho ohraničuje údolí Černého Váhu z jihu a Bílého Váhu ze severozápadu. Na západě a severu sousedí s Liptovskou kotlinou, na severovýchodě s Popradskou kotlinou (tyto dvě jsou podcelky podtatranské kotliny), na východě pokračují Kozie chrbty podcelkem Dúbrava. Na jihovýchodě sousedí Vikartovská priekopa, patřící pod Hornádskou kotlinu, a jižně jsou údolím Černého Váhu oddělené Kráľovohoľské Tatry, podcelek Nízkých Tater. 

## Nejvyšší vrcholy
- Turková (1179 m n. m.) - nejvyšší vrch podcelku
- Hošková (1116 m n. m.)
- Brada (1112 m n. m.)
- Slamená (1106 m n. m.)

## Chráněné území
Velká část této části pohoří patří do ochranného pásma Národního parku Nízké Tatry a na území se nachází národní přírodní památka Zápolná a národní přírodní rezervace Turková. 